# Stridsvagn 103
De Stridsvagn 103 of Strv 103, ook wel de S-Tank genoemd, is een naoorlogse Zweedse tank. De tank werd ontwikkeld in de jaren '50 en was de eerste gevechtstank ter wereld met een turbine en de enige tank sinds de Tweede Wereldoorlog zonder koepel. In tegenstelling tot gebruikelijke gevechtstanks had de Strv 103 geen koepel, maar was het kanon vast in de romp ingebouwd. Doordat het kanon niet kon bewegen was de S 103 zelfs ongebruikelijk in vergelijking met andere gevechtvoertuigen zonder koepel, zoals tankjagers zoals de Duitse Jagdpanzer IV uit de Tweede Wereldoorlog en de naoorlogse de Duitse Kanonenjagdpanzer en gemechaniseerd geschut zoals de Duitse Sturmgeschütz III en de Sovjet-Russische SU-122 uit de Tweede Wereldoorlog. Om het kanon te kunnen richten moet het gehele voertuig bewogen worden. Het was een zeer laag voertuig, met een groot overlevingsvermogen en uitstekende bescherming van de bemanning. De Strv 103 vormde een belangrijk deel van de Zweedse strijdkrachten van eind jaren '60 tot eind jaren '90, toen ze evenals de Zweedse Strv 101, Strv 102 en Strv 104 Centurions 
, werden vervangen door de Leopard 2 varianten Stridsvagn 121 en Stridsvagn 122.
Terwijl de meeste gepantserde gevechtsvoertuigen zonder koepel geclassificeerd worden als gemechaniseerd geschut of tankjagers, wordt de Strv 103 beschouwd als een tank, omdat hij is ontwikkeld voor dezelfde rol die ‘gewone’ tanks hebben.

## Geschiedenis

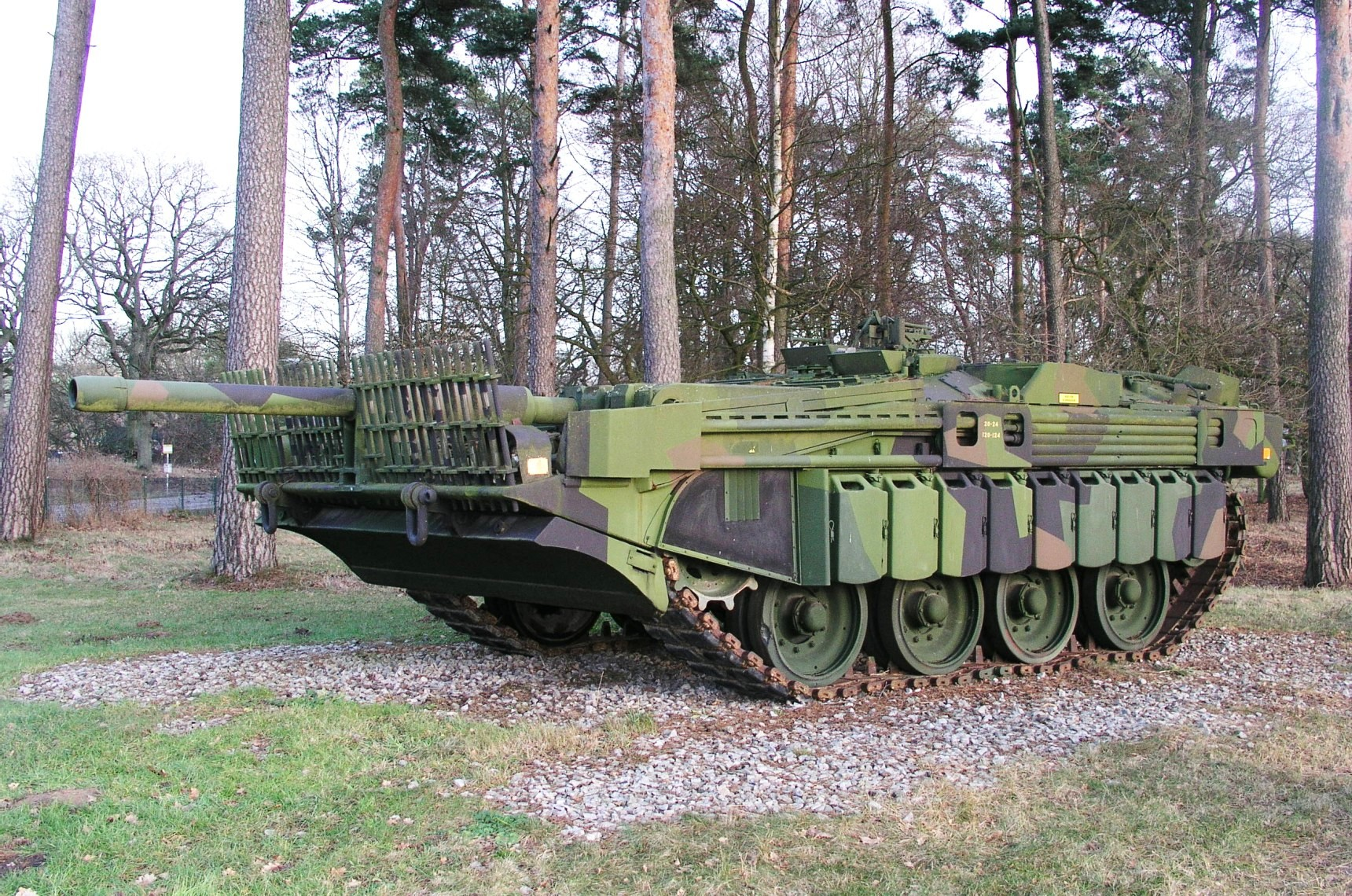
Strv 103

Halverwege de jaren '50 zocht de Kungliga Arméförvaltningen (KAF), de materieelafdeling van het Zweedse leger een moderne tank om de Zweedse Centurions te vervangen. Een Zweeds consortium bestaande uit Landsverk, Volvo en Bofors kwam met het voorstel voor de KRV (‘E-tank’), een aanpassing van een eerder ontwerp voor een zware tank met een 155 mm kanon met gladde loop in een oscillerende koepel. Dit ontwerp zou echter te duur worden vergeleken met de alternatieven: Alternativ A of A-tank (waarbij ‘A’ staat voor “Anglo-Amerikaans”), het aanschaffen van een Britse of Amerikaanse tank van ± 50 ton met goede bepantsering en redelijke mobiliteit, en Alternativ T of T-tank (waarbij ‘T’ staat voor “Tysk-Fransk” (Duits/Frans) ), een Duitse of Franse tank van ± 30 ton met matige bepantsering en goede mobiliteit. In 1956, stelde het hoofd van de Grupp Pansarfordon (‘Groep Pantservoertuigen’) van het Kontrollbyrån at Tygavdelningen på Kungliga Arméförvaltningen (KAF T) (‘Bureau Inspectie van de materieelafdeling van het Zweedse leger‘) Sven Erik Berge (1919-2004) het Alternativ S of S-tank voor, een Zweedse optie ‘S’ staat voor “Svensk” (Zweeds).

## Ontwikkeling

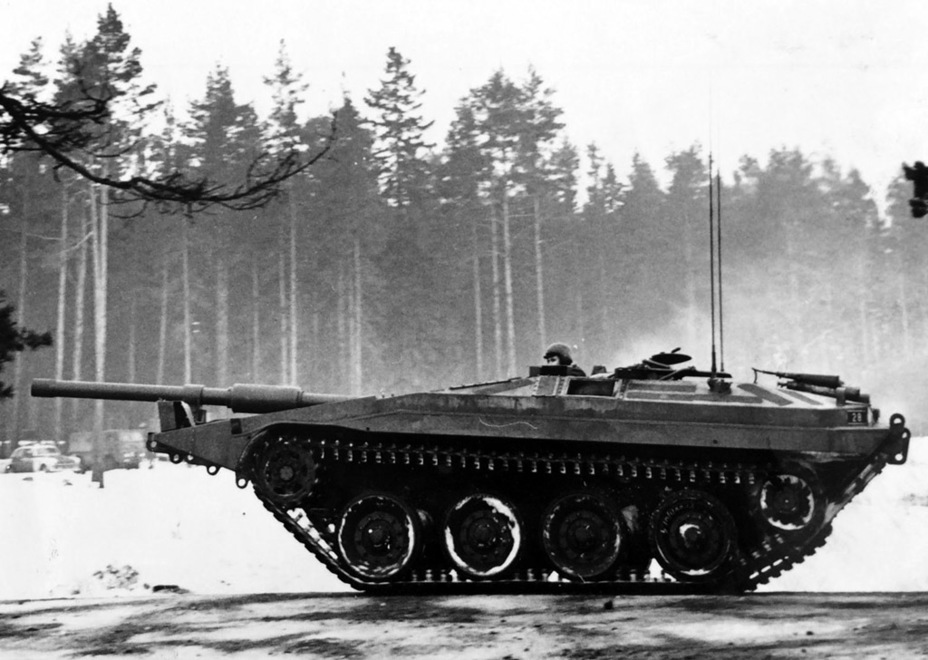
Strv 103 prototype

Studies van rapporten uit de Tweede Wereldoorlog en de Koreaanse oorlog wezen uit dat het risico voor een tank om geraakt te worden sterk gerelateerd was aan de hoogte, en dat meer dan de helft van de tankverliezen veroorzaakt werd doordat de koepel geraakt werd. Berge concludeerde daarom dat een nieuw ontwerp zo laag mogelijk moet zijn. Zijn radicale oplossing was het weglaten van de koepel, die immers ook een kwetsbaar punt zou vormen. Het weglaten zou de tank bovendien veel lichter maken. Het uiteindelijke ontwerp, de Strv 103, was met 2,14 m niet veel lager dan zijn meest waarschijnlijke tegenstander, de T-62 die inclusief koepel slechts 2,20 m hoog was. Aan de andere kant torenden de Zweedse Centurions met hun 2,94 m-3,01 m boven beide uit. De T-62 had door zijn lage profiel echter een extreem krap interieur en het kanon kon amper declineren. Tanks worden vaak ingezet in rompgedekte posities, bijvoorbeeld in een gegraven opstelling of achter natuurlijke terreinverhogingen, om een minder groot doel voor vijandelijk vuur te vormen. Hoe kleiner de afstand tussen de onderkant van de schietbuis tot de bovenkant van toren of voertuig en hoe groter de declinatiehoek, hoe beter.
Berge was bekend met zowel de precisie-transmissie van de Franse Char B1 als met het wendvermogen en de gevechtsprestaties van de Duitse Jagdpanzer- en Sturmgeschütz-series met korte loopwerken en deze inspireerden hem om het richtprobleem op te lossen door het gebruik van een volledig geautomatiseerd transmissie- en veersysteem, waarmee de schutter de tank nauwkeurig kon draaien en kantelen. Omdat het kanon vast aan de romp zou worden bevestigd was het onmogelijk om een gestabiliseerd kanon te gebruiken, en kon de tank niet tegelijkertijd nauwkeurig bewegen en vuren, maar de Zweedse ervaring met Centurions suggereerde dat, dat tanks om met een acceptabele precisie te kunnen vuren toch tot stilstand zouden moeten komen. Ze verwachtten – ten onrechte – dat er op korte termijn geen grote verbeteringen in stabilisatietechnologie te verwachten waren.
Andere kenmerken van de tank waren ook behoorlijk radicaal. Het getrokken  kanon, een Bofors 105 mm L74 met een looplengte van 62 kalibers, zou uitgerust zijn met een automatische laadinrichting die een vuursnelheid van 20 schoten per minuut mogelijk maakt, en waardoor de bemanning ook tot twee kon worden gereduceerd; een schutter/chauffeur en de commandant (de meeste tanks in die periode hadden een bemanning van vier), waarbij beide bemanningsleden alle functies van de tank vanuit zijn positie kon bedienen dankzij dubbele bedieningselementen. Dit zou in principe alleen in noodsituaties nodig zijn, maar afgezien van het bieden van redundantie, stelde het de bemanning ook in staat om taken van elkaar over te nemen. Het concept was interessant genoeg en Bofors kreeg opdracht om een prototype te bouwen van de ophanging / aandrijflijn.
Het prototype onderging praktische beproevingen, waaruit al snel bleek dat een tweekoppige bemanning niet in staat zou zijn alle taken die niet direct verband houden met het bedienen van de tank: met name het routineonderhoud, bivakkeren, wisselen van rupsbanden en munitie bunkeren te velde. Daarom werd besloten dat er een derde bemanningslid nodig was. Deze werd aangewezen als bestuurder voor het achteruit rijden en als radio operator. Zijn werkpositie was achterwaarts gericht en was uitgerust met alle apparatuur die nodig was om te rijden. Hierdoor kon de tank met dezelfde snelheid achteruit rijden, waarbij het sterke frontpantser naar de vijand bleef gericht. Ook werd de commandant ontlast van het bedienen van de radio. De commandant en de schutter/chauffeur hadden beide dezelfde vizieren en bedieningselementen om het kanon te bedienen en de tank te besturen. De commandant was in staat de schutter te overrulen en zelf een doel bestrijden. De commandant zat rechts van het kanon, de schutter/bestuurder en de radio-operator zaten links, rug-aan-rug.
Een ander uniek kenmerk van de tank was de aandrijving door twee verschillende soorten motoren, een 240 pk Rolls-Royce K60 tegenoverliggende-zuiger dieselmotor voor langzaam rijden en het manoeuvreren van de tank bij het richten, en een 300 pk Boeing 502 gasturbine voor extra vermogen bij veplaatsingen met hogere snelheid of in zwaar terrein. Dit type combi-aandrijving werd later in maritieme configuraties CODAG (COmbined Diesel And Gas) genoemd. De gasturbinemotor bleek al snel te weinig kracht te hebben en werd nadat er 70 tanks waren geproduceerd vervangen door een Caterpillar-gasturbine die 490 pk leverde. De tanks met Caterpillar motor werden Strv 103B genoemd. De reeds gebouwde voertuigen, die nu Strv 103A werden genoemd, werden gemodificeerd tot Strv 103B en kregen ook de nieuwe motor. Dit was het eerste gebruik van een turbinemotor in een productietank. Later zouden de Sovjet-Russisch T-80 en de Amerikaanse M1 Abrams worden gebouwd met gasturbinemotoren.
De Strv 103 was na voorbereidingen volledig amfibisch. Een flotatiescherm kon in ongeveer 20 minuten rond de bovenkant van de romp kunnen worden geplaatst en de rupsbanden stuwden de tank met ongeveer 6 km/h (3,24 kt) door water voort. Bij het varen stond de chauffeur linksachter op het voertuig zodat hij over het scherm heen kon kijken. Hij bestuurde de tank met een Afstandsbediening#Bedrijfsmatige toepassingen, de zogenaamde "simning grepp".
In ieder peloton was één tank uitgerust met een dozerblad dat onderaan de voorzijde van de romp bevestigd was. Het moest buiten tank handmatig worden neergelaten en in werkstand worden vergrendeld met pennen en steunpoten. Met het dozerblad kon het voertuig bijvoorbeeld vuuropstellingen graven voor het peloton, loopgraven vullen zodat ze gemakkelijker overschreden konden worden, etc. Daarna werd het blad handmatig teruggezet en vergrendeld in de positie onderaan de voorzijde van de romp.
Bij de modificatie van de tanks tussen eind 1985 en eind 1989 tot Strv 103C werden alle tanks voorzien van een dozerblad, zowel om de werkzaamheden te versnellen als voor een betere bescherming van de onderromp.

## Constructie
De Strv 103 bestaat uit de gepantserde romp met daarin aan de voorzijde de motoren, daarachter de gevechtsruimte en achterin het automatische laadsysteem en de munitie. De dieselmotor is rechtsvoor in de romp geplaatst, de turbinemotor links. Achter op de tank waren twee opbergbakken bevestigd.
Twee mitrailleurs waren vast gemonteerd in een gepantserde doos links voor op het voertuig. Ze vuurden om-en-om. Ze hadden een voorraad van 500 kogels. Voor het bijvullen van munitie of het verhelpen van storingen moest een bemanningslid de tank verlaten.

## Techniek
De Stridsvagn 103 was wereldwijd de laatste tank in gebruik met een ‘kazematconstructie’. De tank werd ontworpen in 1956 door Sven Berge. Van 1966 t/m 1971 werden in totaal 290 stuks geproduceerd door Bofors, met een maximum van 7 per maand. Ze werden in het Zweedse leger gebruikt van 1967 tot 1997. De tanks werden vervangen door de Stridsvagn 122, een variant van de Leopard 2 A5. In de Strv 103 hadden zowel de commandant als de chauffeur de instrumenten om het voertuig te besturen en om het kanon te bedienen. Het derde bemanningslid was die radio-operator, die tevens dienstdeed als chauffeur bij het achteruitrijden.

### Aandrijving

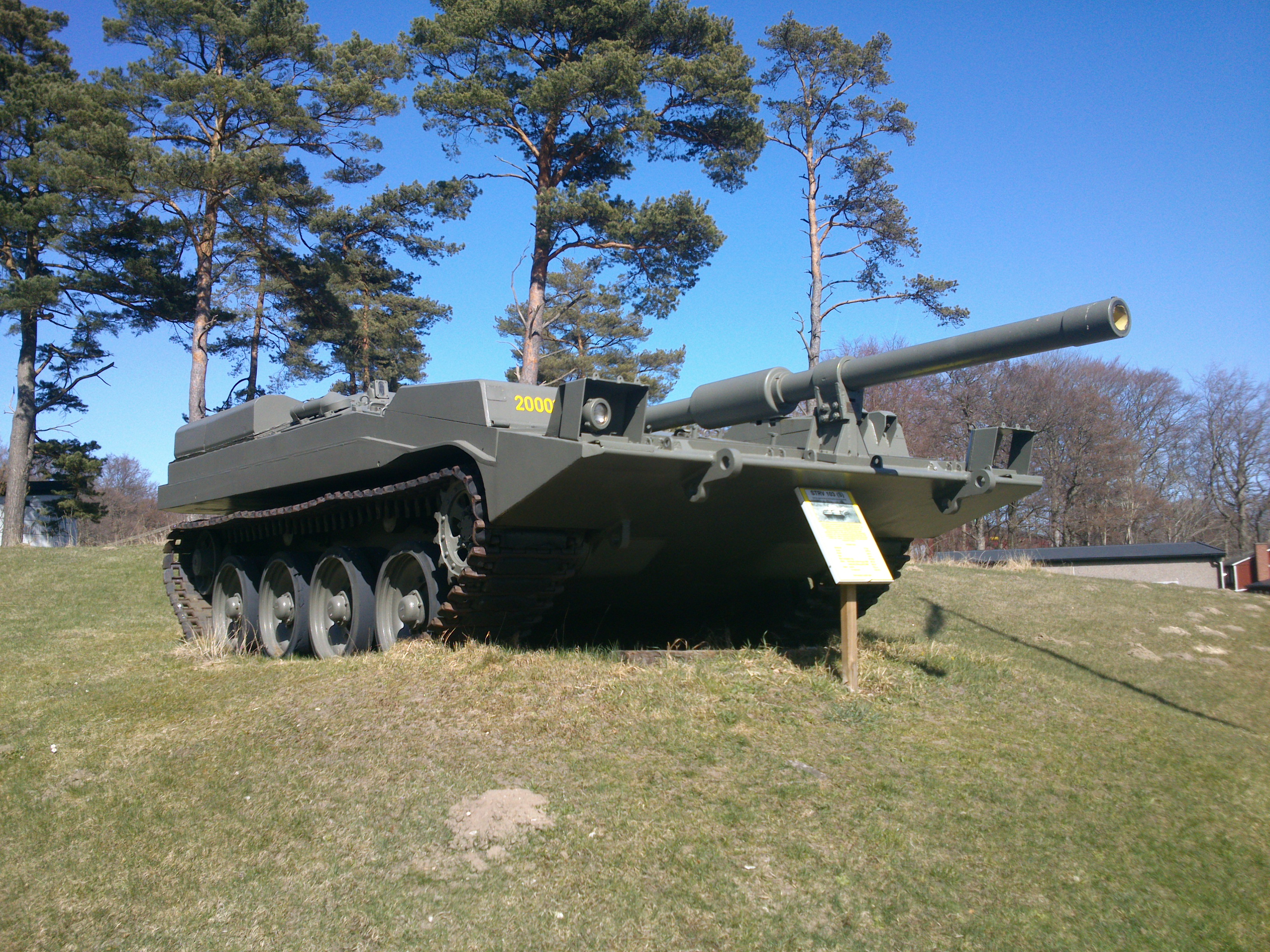
Strv 103 zonder add-on pantser en pantserschorten

De Stridsvagn 103 was uitgerust met een gecombineerd aandrijfsysteem bestaande uit een Rolls-Royce dieselmotor met 177 kW (240 pk) en een aanvullende Boeing gasturbine met 360 kW (490 pk).
Door deze hybride aandrijving werden enkele ontwikkelingsrisico's en nadelen van een destijds nog nieuwe gasturbineaandrijving voorkomen.
De versnellingsbak is een Volvo DRH-1M-3-traps-automaat.
Het loopwerk is van het "Verbeterd Christiesysteem" met aan elke zijde vier loopwielen, twee top- of geleiderollers, een aandrijfwiel en een spanwiel. Het aandrijfsysteem en de versnellingsbak bevinden zich aan de voorkant, evenals het aandrijfwiel. De vering is hydropneumatisch. De Strv 103 kan zijn hoogte nog 13 cm verlagen door de vering aan te passen.
Doordat het kanon vast in romp gemonteerd was, kon het alleen gericht worden door het hele voertuig te bewegen. Een kort loopvlak van de rupsbanden was nodig om het kanon snel naar links of rechts te kunnen bewegen. (like the 75mm gun on the 1930s French Char B1) Door het korte loopvlak waren zeer brede rupsbanden nodig om nog een acceptabele bodemdruk te bereiken.

### Pantser
Het frontpantser was extreem schuin geplaatst. Voor op het voertuig kon een rooster geplaatst worden, dat ervoor zou zorgen dat HEAT granaten voortijdig zou exploderen. Het rooster droeg ook bij aan de camouflage. Aan de zijkant van het voertuig konden naast het loopwerk jerrycans worden bevestigd, die dan tevens dienden als pantserschorten.

### Bewapening
Het 105 mm L/62 kanon, een door Bofors in licentie vervaardigde langere versie van de Britse Royal Ordnance L7 105 mm L/52 werd vast gemonteerd in de romp. Het was voorzien van een volautomatisch laadsysteem dat achter in het voertuig gemonteerd was. Het had twee magazijnen, één aan de linkerkant met 20 brisantgranaten en één aan de rechterkant met 25 anti-tank granaten, en voerde daarnaast 5 granaten mee voor andere doeleinden, meestal rookgranaten, die handmatig met een hendel door de achteruitrijchauffeur geladen konden worden. Aan de achterzijde van het voertuig zijn twee luiken aangebracht om granaten te kunnen laden in het automatische laadsysteem. Bijladen kostte ongeveer 10 minuten, terwijl dat bij een tank met koepel (Centurion) ongeveer 25 minuten duurt.
De kulas van het kanon bevond zich dicht bij de achterzijde van het voertuig, waardoor het vrij lange wapen slechts een klein stukje voor het voertuig uitsteekt. Doordat het zo ver naar achteren geplaatst is konden de lege granaathulzen automatisch door een klep aan de achterzijde buiten het voertuig worden uitgeworpen. Doordat het kanon vast in romp gemonteerd was, kon het alleen gericht worden door het hele voertuig te bewegen. Het onderstel had een hydropneumatische vering, die het mogelijk maakte de voor- of achterzijde op te heffen om zo het hoofdwapen tot 22° omhoog te kunnen eleveren, terwijl het zijdelings richten werd gedaan door het voertuig te draaien. Hierdoor kon de S-tank alleen richten met draaiende motor. Bij andere koepelloze gevechtsvoertuigen, bijvoorbeeld tankjagers zoals de Duitse Jagdpanzer IV uit de Tweede Wereldoorlog, en de naoorlogse Duitse Kanonenjagdpanzer en gemechaniseerd geschut, zoals de Duitse Sturmgeschütz III en de Sovjet-Russische SU-122 uit de Tweede Wereldoorlog, kon het kanon wel enkele graden in alle richtingen bewegen.
De tank beschikt over twee rookbuslanceerinrichtingen met elk vier bussen.
Bij de modificatie tot 103C zijn de voertuigen voorzien van twee Bofors 71 mm Lyran mortieren voor lichtgranaten die op het dak van het voertuig zijn gemonteerd.

### Aanvullende voorzieningen

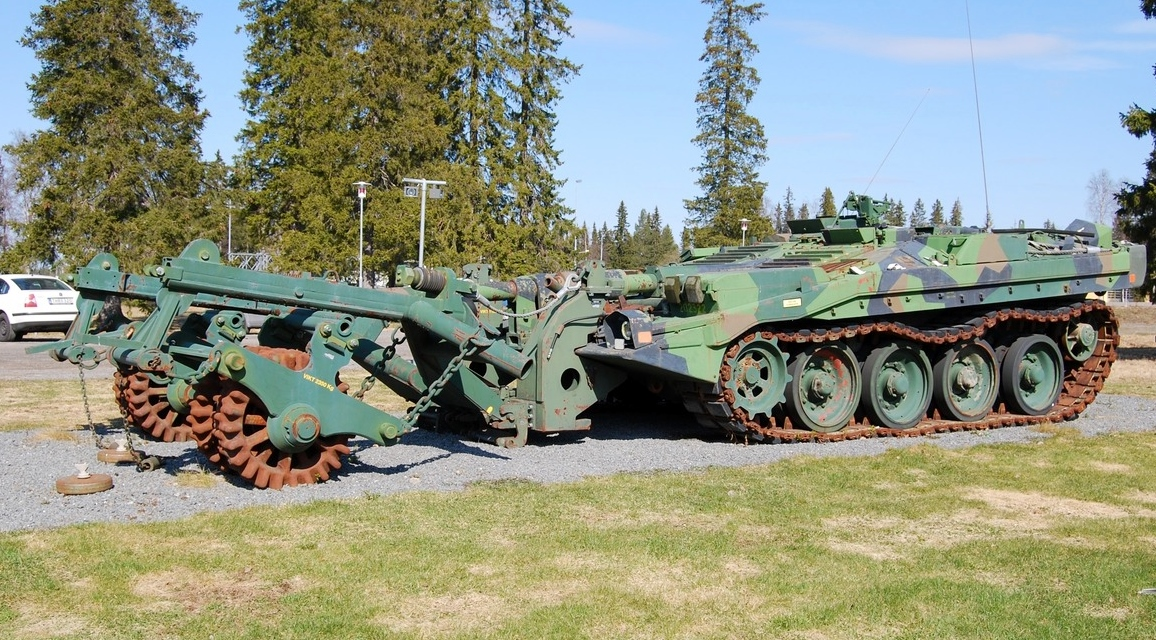
Stridsvagn 103C met gemonteerde mijnenroller

De Strv 103 is  na voorbereidingen amfibisch door meegevoerde opklapbaar schermen vergelijkbaar met die van de Sherman M4 DD Amfibietank uit de Tweede Wereldoorlog. Ieder voertuig was kon voorzien worden van een dozerblad, en aan het voertuig kan een mijnenroller worden bevestigd.

## Gebruik

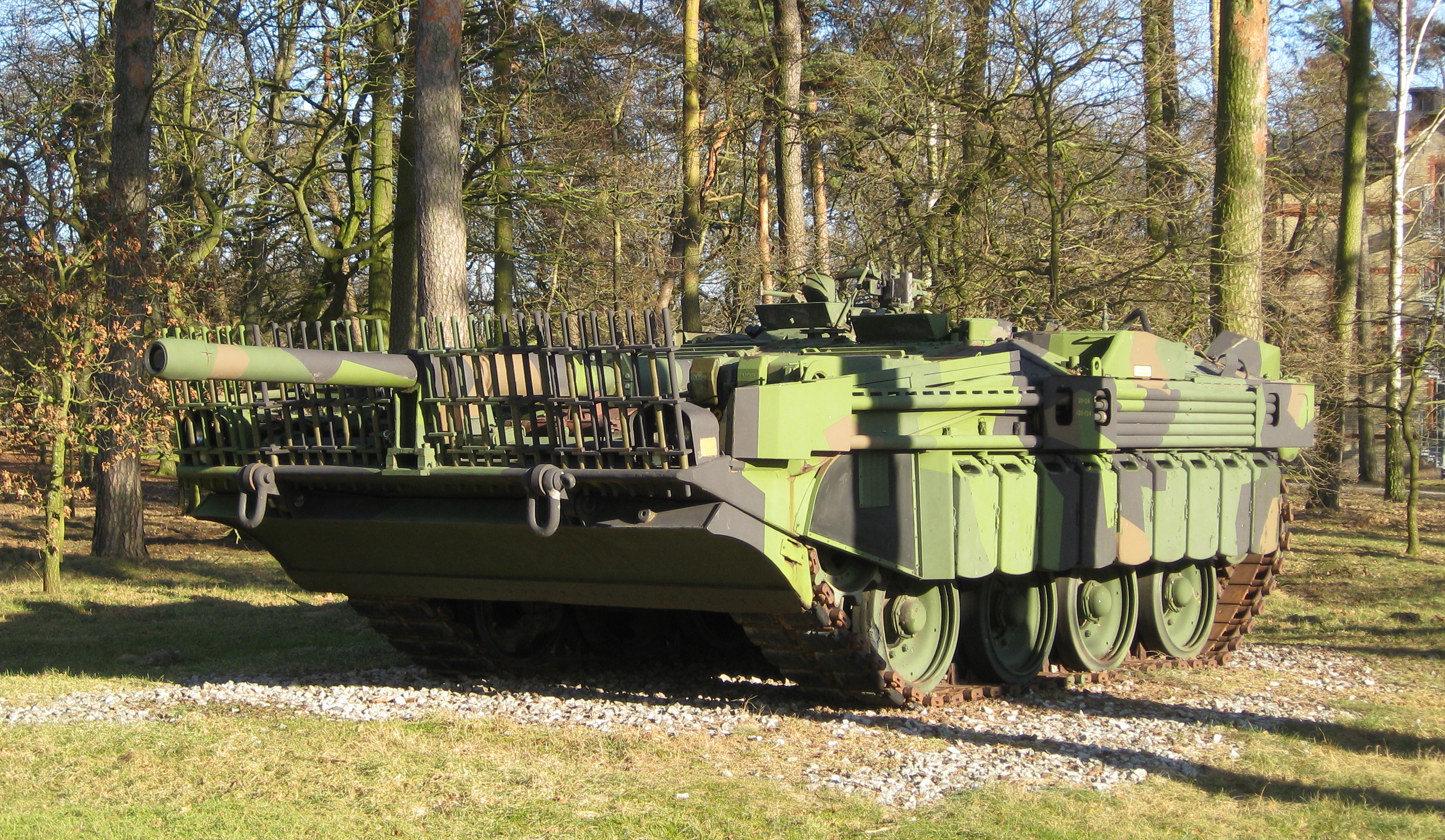
103C met beschermrooster.

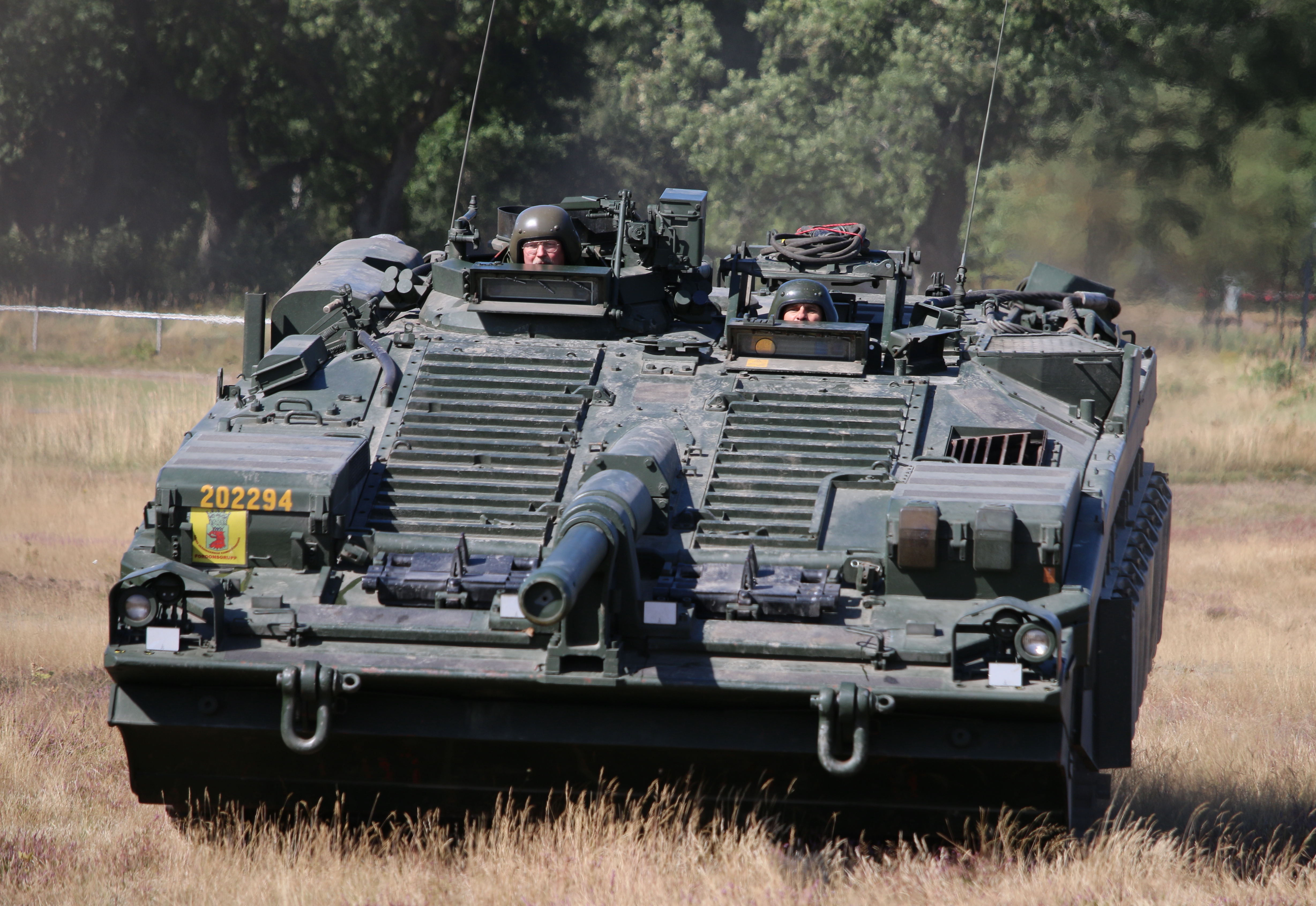
neerwaarts kanon.

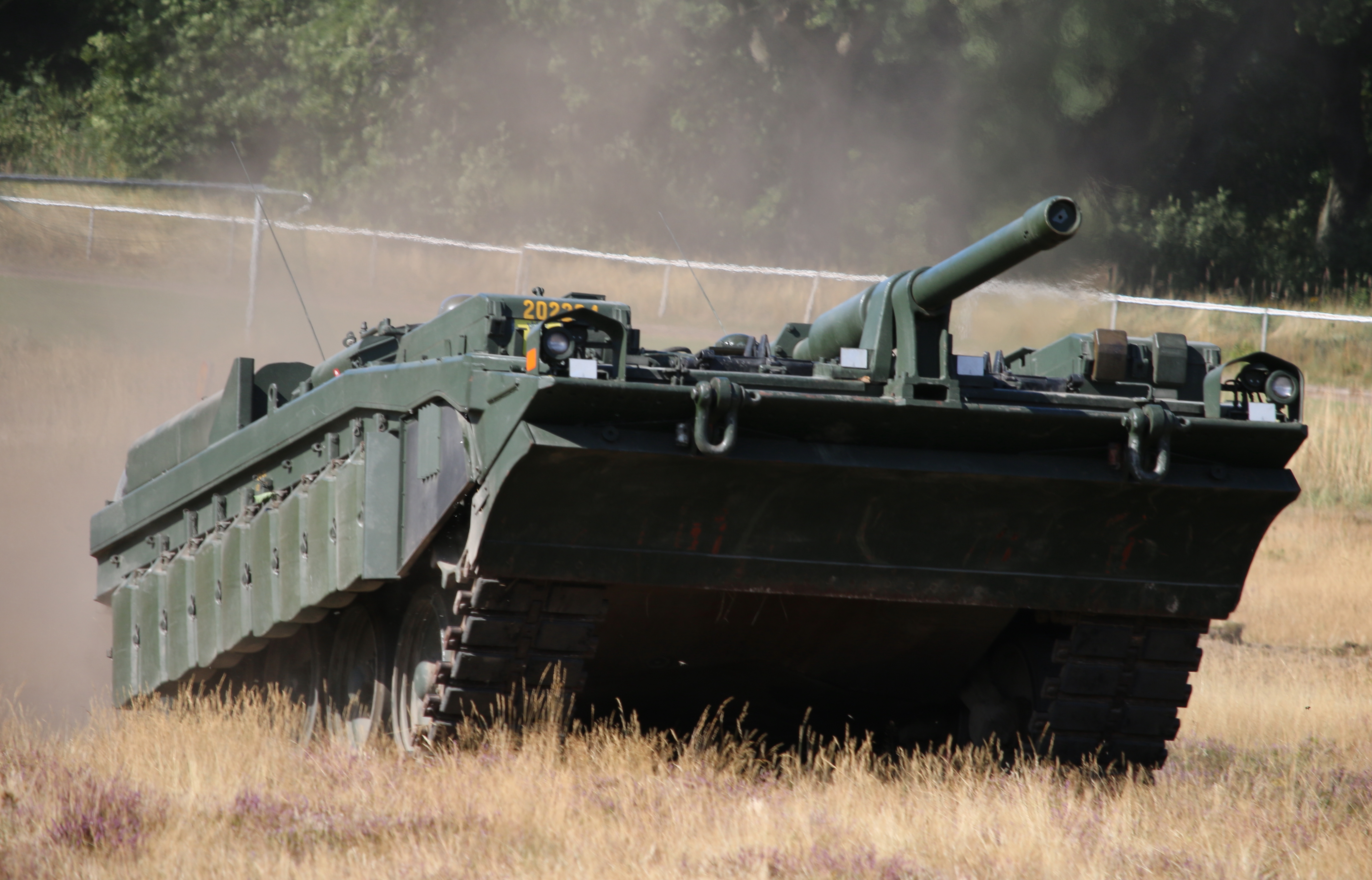
kanon omhoog.

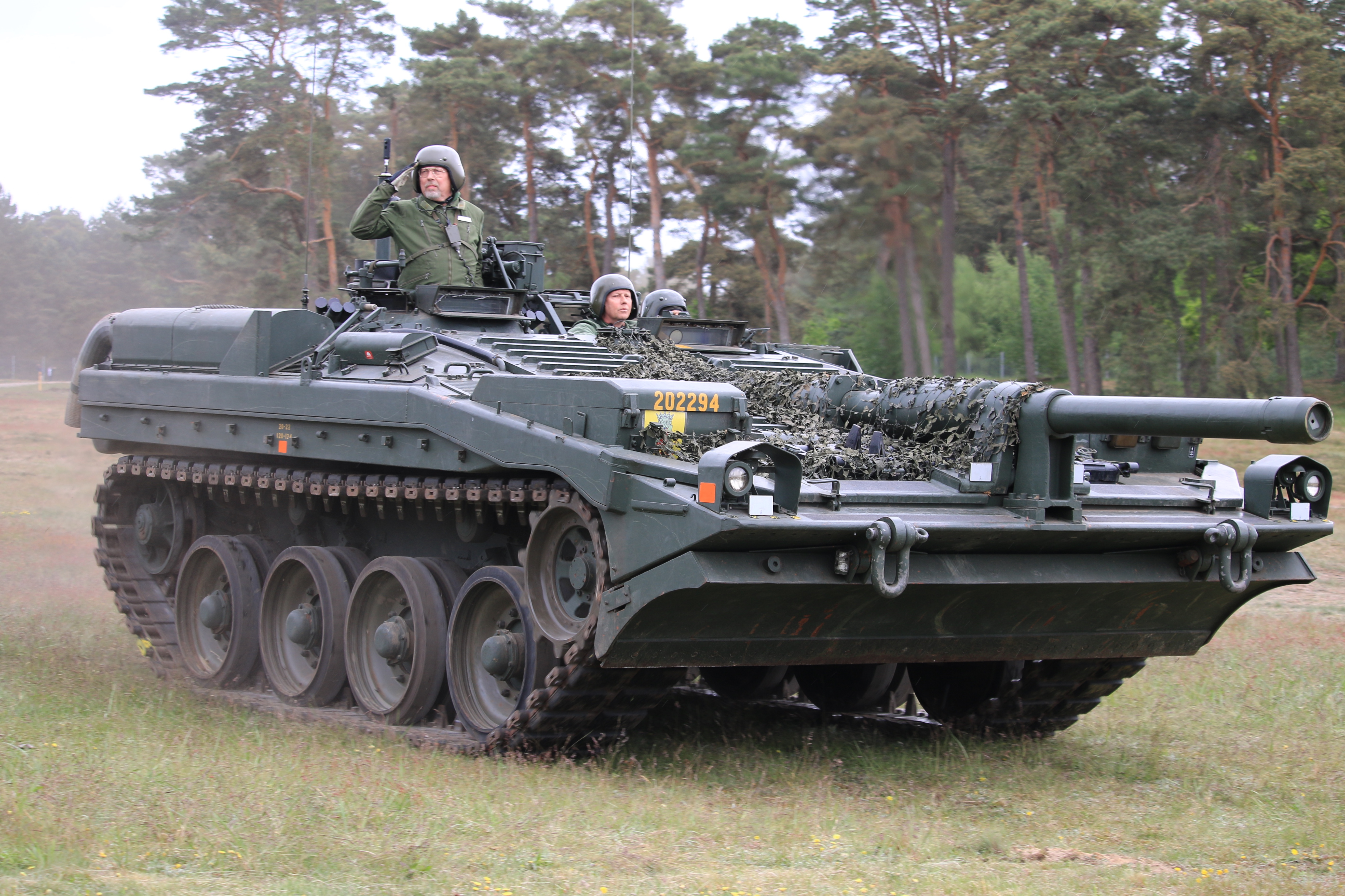
Stridsvagn 103.

In de voorbereiding van het Zweedse defensieplan van 1958 (Försvarsbeslut 1958 (FB58)) in de Riksdag (Zweeds parlement), werd het Zweedse tankconcept Alternativ S vergeleken met de twee buitenlandse alternatieven Alternativ A en Alternativ T. Hoewel het binnenlandse alternatief duurder zou worden, adviseerde de defensiecommissie er toch voor te kiezen, omdat de een binnenlandse tank voor een neutraal land een belangrijke symbolische waarde had, en vanwege de voordelen voor de Zweedse industrie.
De Riksdag nam op 4 februari 1958 de formele beslissing en bestelde twee productieprototypes, die in 1961 werden voltooid. Op dat moment was het leger zo tevreden met het ontwerp dat een eerste pre-productieorder voor 10 stuks werd geplaatst in 1960.
De proeven met de nulreeks leidden ertoe dat de hoofdserie medio 1964 werd besteld voor een waarde van iets meer dan SEK 500 miljoen - de grootste bestelling ooit door het Zweedse leger ooit gedaan.
Met kleine wijzigingen werd de Alternativ S  in dienst gesteld als de Stridsvagn 103 ("103" omdat het de derde tank met een 10 cm kanon was in Zweedse dienst). De productie begon in 1967 en eindigde in 1971 met 290 geleverde voertuigen (exclusief 2 prototypes en 10 voorserievoertuigen.). De wijzigingen ten opzichte van het prototype omvatten een nieuwe gyro gestabiliseerde torenring van de commandant, met een 7,62 mm KSP 58 machinegeweer, en een verbeterde frontale bepantsering. Een uniek pantserrooster zou aan de voorzijde van het voertuig gemonteerd kunnen worden tegen HEAT granaten te beschermen. Dit rooster werd lange tijd geheim gehouden en mocht alleen in geval van oorlog worden gemonteerd.
Ondanks zijn ontwerp was de Strv 103 wel degelijk bedoeld voor offensieve operaties. De Zweedse pantserbrigades die uitgerust waren met de Strv 103, waren aangewezen als anfallsbrigader (aanvalsbrigades) en kregen de taak tegenaanvallen te lanceren op vijandelijke luchtgelande troepen. De Zweedse militaire doctrine van die periode stond een agressief optreden van gepantserde eenheden voor, ook in defensieve situaties. Het ontwerp van de Strv 103, met zijn lage profiel, was eerder het gevolg van survivability-eisen dan van geplande defensive inzet.
In 1982 besloot de Riksdag tot een forse verlaging van het militaire budget in het Försvarsbeslutet 1982 (Defensiebesluit 1982), en besloot de bestaande tankvloot door renovatie en modificatie ten minste enigszins te verbeteren binnen de opgelegde economische kaders. De Strv 103B werd gemodificeerd tot Strv 103C.
In 1984 begon HB Utveckling AB – een samenwerkingsverband van Bofors en Hägglunds een nieuwe tank te ontwikkelen, de “Stridsvagn 2000”, welke voorzien zou worden van een 140 mm kanon plus een coaxiaal 40 mm kanon. Uiteindelijk kozen de Zweden ervoor om hun tanks te vervangen door de Duitse Leopard 2.

## Prestaties
De Stridsvagn 103 is nooit ingezet bij gevechtsacties en heeft zich dus nooit kunnen bewijzen. Voor de beoogde rol in de jaren ‘60 had het echter tal van voordelen. In 1967 voerde het Noorse leger twee weken lang vergelijkende tests uit met de Leopard 1 en constateerde dat de Strv 103 met gesloten luiken meer doelen zagen en deze sneller onder vuur nam dan de Leopard, terwijl de situatie omgekeerd was wanneer de luiken open waren. Van april tot september 1968 werden twee Strv 103's getest op het terrein van het Britse Bovington Camp (Bovington Armor School). Hier was de conclusie dat "the turretless concept of the "S"-tank holds considerable advantage over turreted tanks" ("het koepelloze concept van de"S"-tank heeft aanzienlijke voordelen ten opzichte van tanks met een koepel". In 1973 testte het BAOR de Strv 103. Britse bemanningsleden kregen zes weken training en de voertuigen werden onderhouden door Zweedse monteurs. Gedurende negen dagen oefenen naast de Chieftain tank daalde de inzetbaarheid nooit onder de 90% en het eindrapport vermeldde: "It has not been possible to prove any disadvantage in the "S" inability to fire on the move." ("Het is niet mogelijk gebleken nadelen aan te tonen van het onvermogen van de "S" om te vuren tijdens het rijden.") In 1975 werden twee Strv 103's beproefd in het Amerikaanse pantsercentrum in Fort Knox. De beproevingen toonden aan dat de Strv 103 nauwkeuriger vuurde dan de M60A1E3, maar gemiddeld 0,5 s langzamer.
In vergelijking met de Centurion waren door het kortere loopvlak van de rupsbanden de prestaties van de Strv 103 op zachte grond (modder en sneeuw) slechter, en ook de overstap en opstap waren ook aanzienlijk lager: waar de Centurion een muur van 100 cm beklom, was de Strv 103 nauwelijks in staat om een muur van 80 cm te beklimmen. Op hard terrein was de Strv 103 daarentegen veel wendbaarder.
Het op het eerste gezicht revolutionaire en veelbelovende voertuig - met een goede vormgeving en geringe hoogte, unieke aandrijving en unieke ophanging - voldeed in de praktijk niet. Door de vaste montage van het kanon was het mogelijk een automatisch laadsysteem te monteren, waardoor er slechts 3 bemanningsleden nodig waren en het voertuig kleiner kon blijven. De tactische en technische voordelen die de kazematconstructie met het vaste kanon bood wogen echter niet op tegen de vele nadelen. Het loopvlak van de rupsbanden was erg kort, waardoor de tank op oneffen terrein erg schommelde. Daarnaast was de snelheid van het voertuig laag door de vrij zwakke dieselmotor. De turbinemotor had een extreem hoog brandstofverbruik, wat resulteerde in een klein rijbereik bij topsnelheid. Door de zeer hete turbine-uitlaatgassen kon het voertuig al op zeer grote afstand met warmtebeeldapparatuur gedetecteerd worden. De hydropneumatische ophanging sleet snel en had hoge onderhouds- en reparatiekosten. Het grootste nadeel was echter dat het vast in de romp gemonteerde hoofdwapen niet tijdens het rijden te richten en af te vuren was.
De opvattingen of de Strv 103 al dan niet een succes was verschillen. De kosten van het project bedroegen 665 miljoen SEK, waarvan 120 miljoen SEK aan ontwikkelingskosten, wat een eenheidsprijs van 2,29 miljoen SEK per voertuig oplevert. Dit was ongeveer SEK 1 miljoen meer dan wat Bundeswehr betaalde voor de eerste serie Leopard 1 in 1964. Discovery Channel riep de Strv 103C echter uit tot de op vijf-na-beste tank aller tijden.

## Organisatie
De Strv 103 was ingedeeld bij elf gemechaniseerde bataljons (mekaniserade bataljonen):
- 71., 72. en 73. mekaniserade bataljonen van de Södra Skånska brigad (PB 7)
- 1., 2. en 3. mekaniserade bataljonen van de Skånska dragonbrigad (PB 8)
- 91., 92. en 93. mekaniserade bataljonen van de Skaraborgsbrigad (PB 9)
- 191. en 192. mekaniserade bataljonen van het Norrbottens regemente (P 5)

De opleidingen voor de Strv 103 werden verzorgd door de bij de eenheden behorende opleidingseenheden: Södra skånska regemente (P 7) in Revingeby, Skånska dragonregemente (P 2) in Hässleholm, Skaraborgs regemente (P 4) in Skövde en Norrbottens regemente (P 5) in Boden.
mekaniserade bataljon
Ieder gemechaniseerd bataljon (mekaniserade bataljon) bestond uit een stafcompagnie, twee tankeskadrons (stridsvagnskompanier) en twee pantserinfanteriecompagnies (pansarskyttekompanier), een pantsergeniecompagnie (pansaringenjörkompani) en een batterij gemechaniseerde veldartillerie (pansarbataljonsartillerikompani).
stridsvagnskompani Strv 103
Ieder tankeskadron (stridsvagnskompani) beschikte over 12 Strv 103’s, verdeeld over vier tankpelotons (stridsvagnpluton) met elk 3 tanks. Daarnaast was bij ieder tankeskadron een pantserinfanteriepeloton (pansarskyttepluton) ingedeeld, bestaande uit 3 geweergroepen (skyttegrupp) van 7 man met een Pbv 302 pantserinfanterievoertuig.  Ieder bataljon beschikte dus over 24 Strv 103’s.

## Versies

### Stridsvagn 103A
Voorzien van een Rolls-Royce Limited K60 diesel, 240 pk (179 kW) en een Boeing GT502 gasturbine, 300 pk (223 kW). Doordat het gewicht van de Strv 103 was toegenomen in vergelijking met de pre-productie tanks, bleek de gasturbine te zwak te zijn. Daarom werd na de eerste productierun van 80 tanks een krachtigere versie van dezelfde gasturbine, vervaardigd door Caterpillar ingebouwd. De 80 tanks van de eerste productierun van werden met terugwerkende kracht aangeduid als Strv 103A. Alle werden al snel opgewaardeerd naar de B-standaard.

### Stridsvagn 103B

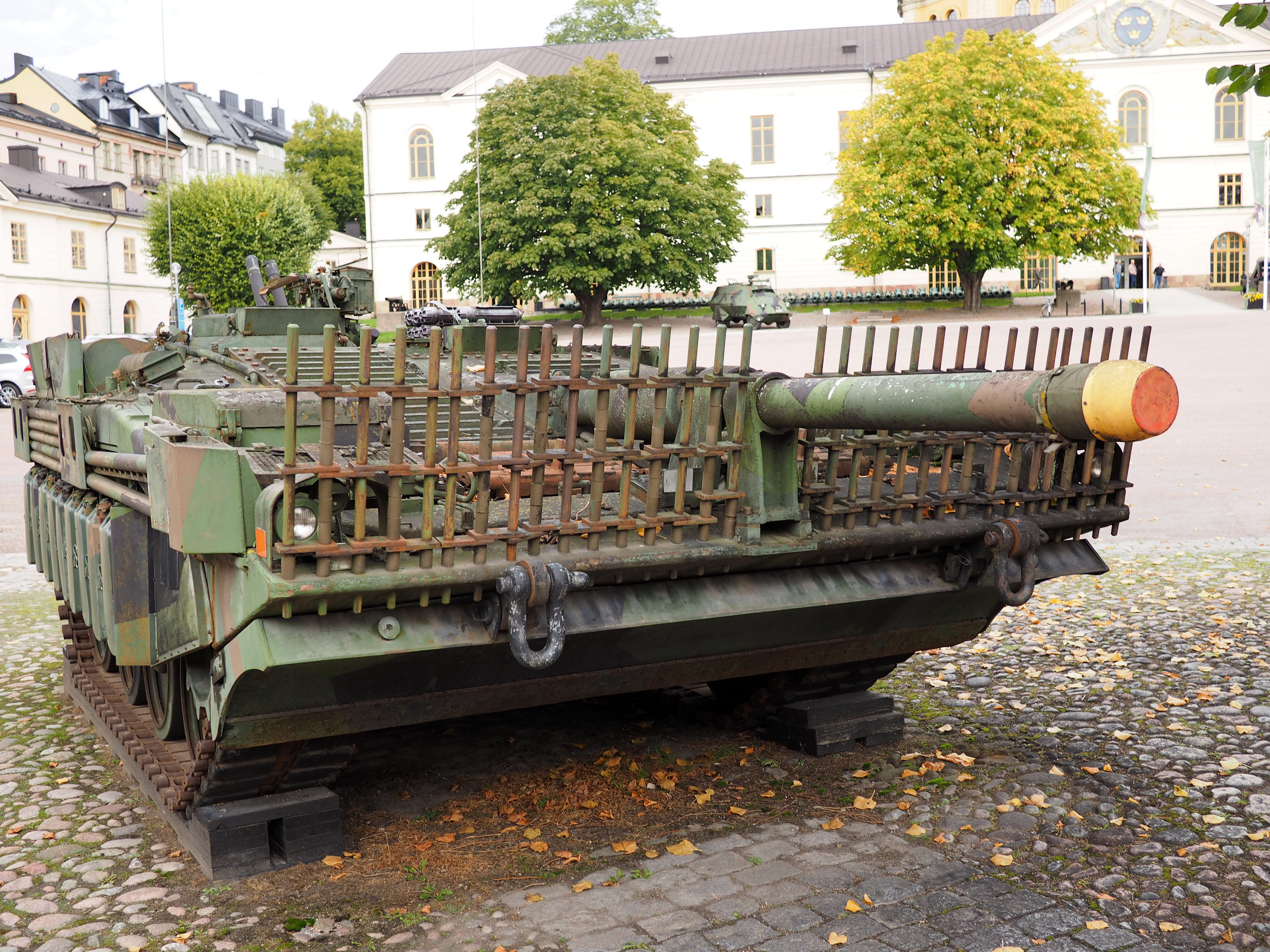
Strv 103C in het Zweeds Leger Museum, Stockholm, met anti-HEAT lamellenpantser aan de voorkant

Voorzien van een Rolls-Royce K60 diesel, 240 pk (179 kW) en een Caterpillar 553 gasturbine, 490 pk (365 kW). Ook werden een brandblusinstallatie en verstevigingsplaten in de onderrand van het achterpantseraangebracht, evenals rookgranaatlanceerinstallatie.
Aanpassingen aan de hydropneumatische vering verhoogden het declinatie/elevatiebereik van −10 tot +12 graden, tot −11 tot +16 graden.
De voertuigen werden voorzien van drijfschermen en de IR-koplampen verdwenen.

### Stridsvagn 103C
Eind 1984 leverde Bofors een Stridsvagn 103C prototype van de Stridsvagn 103C  aan het Zweedse leger voor beproevingen. Vervolgens werd in 1986 werd een modificatieprogramma van 400 miljoen SEK (155Mƒ, 2,799 miljard BF of 45,5 M$) gestart om alle voertuigen te moderniseren. Ze werden onder andere voorzien van verbeterde vuurleidingssystemen. Ook werd elke Strv 103C uitgerust met een dozerblad, in plaats van slechts één per peloton. Bij verdere modificatie in 1987/88 werd de Rolls-Royce-dieselmotor vervangen door een nieuwere Detroit Diesel 6V53T, 290 pk (216 kW).
Aan beide zijden van het voertuig konden naast het loopwerk negen jerrycans van 22 liter elk worden opgehangen die tevens als pantserschorten fungeerden. Ook kregen de tanks nieuwe rupsbanden en een nieuwe laserafstandsmeter die geïntegreerd is in het vizier van de schutter. Ten slotte werd de versnellingsbak gedeeltelijk vernieuwd en werden er aansluitmogelijkheden voor externe brandstoftanks aangebracht. Bij de modificatie tot 103C zijn de voertuigen voorzien van twee Bofors 71 mm Lyran lichtgranaat mortieren die op het dak van het voertuig zijn gemonteerd.

### Stridsvagn 103D
Toen de Zweedse strijdkrachten halverwege de jaren ‘90 op zoek waren naar een nieuwe gevechtstank, werd één Strv 103C gemodificeerd tot de Strv 103D. De belangrijkste veranderingen waren de installatie van een vuurleidingscomputer, warmtebeeldapparatuur voor zowel de schutter als de commandant, waardoor de bemanning 's nachts en bij slecht zicht kon vechten, en de installatie van passieve helderheidsversterkers voor gebruik tijdens het rijden. Ook werden enkele kleine wijzigingen aan het veersysteem aangebracht. Het voertuig kreeg een nieuwe gasturbine, en daardoor een hogere snelheid. Er werd een NBC beschermingsinstallatie aangebracht en een verbeterd affuit voor de dakmitrailleur.
Er werd overwogen om ook reactief  en/of appliqué  pantser toe te voegen, maar uiteindelijk werd de Strv 103 vervangen door de Stridsvagn 122. die vanaf 1997 in dienst kwam
Het prototype van de Strv 103D werd naast andere kandidaten getest tijdens beproevingen voor de nieuwe gevechtstank voor de Zweedse strijdkrachten. Later werden met het prototype beproevingen gedaan met afstandsbediening. Het voertuig staat in het tankmuseum van Axvall, samen met enkele 103C's. Al deze voertuigen zijn nog in rijdende staat.

## Varianten

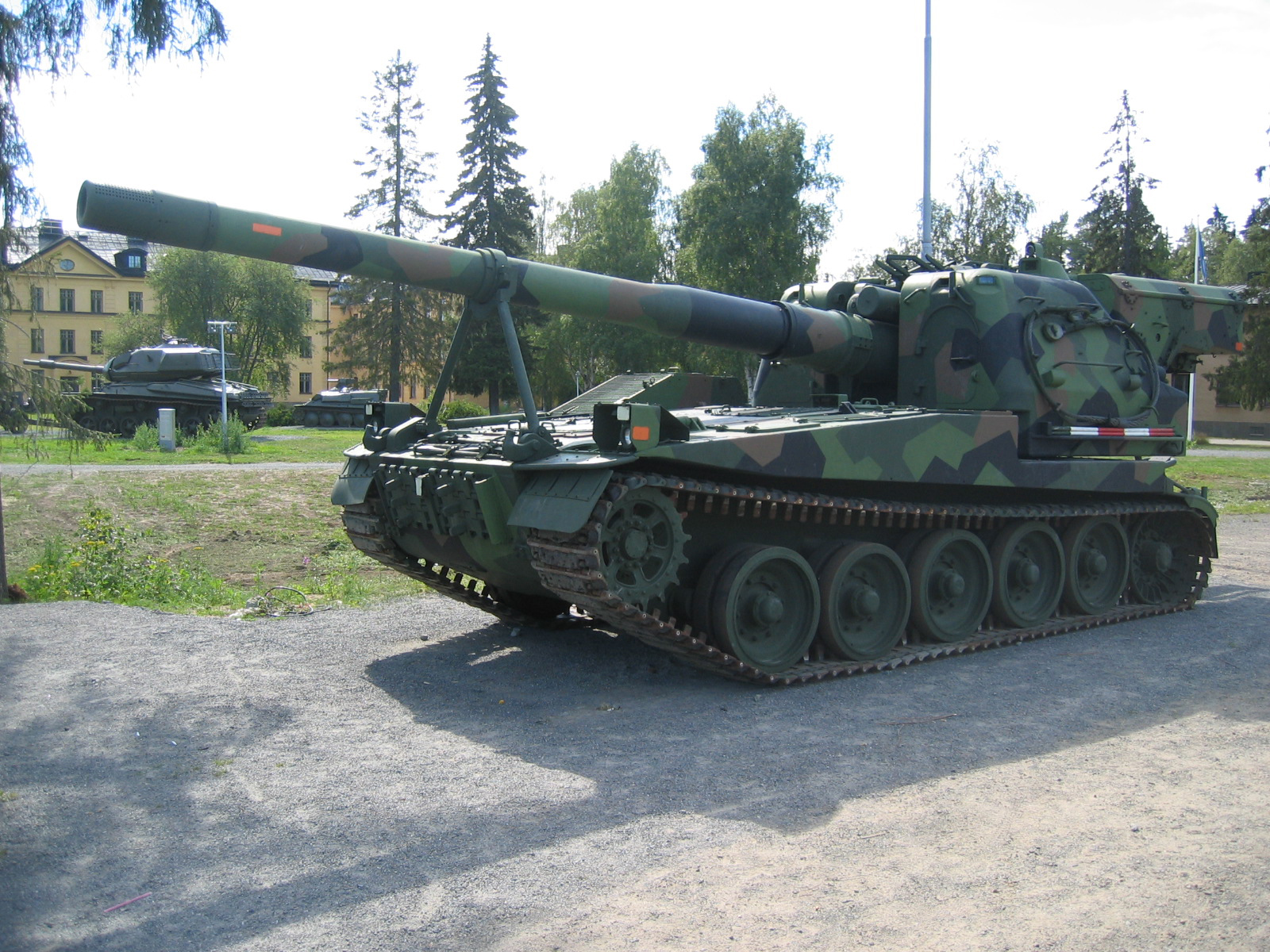
Bandkanon 1

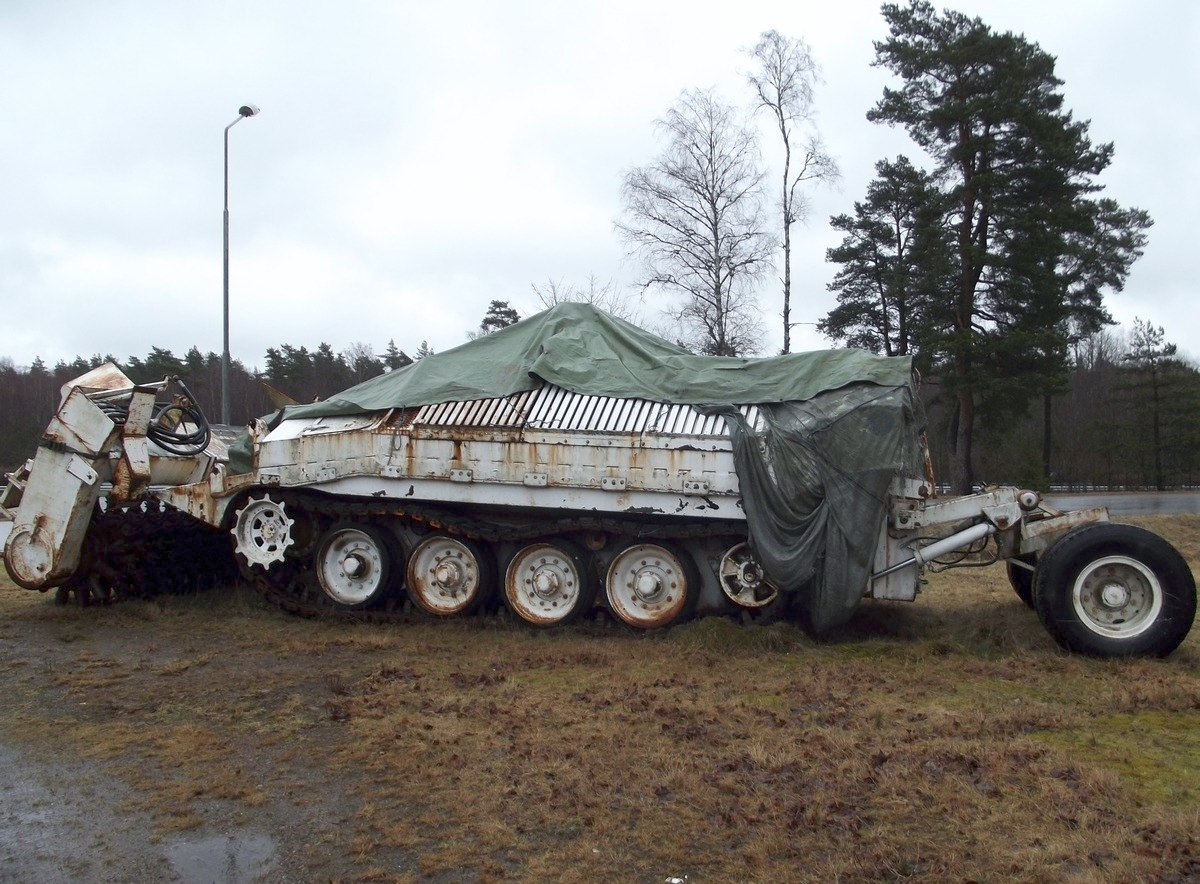
MV 103C Deminer

### Bandkanon 1
De Zweedse gemechaniseerde 155 mm houwitser Bandkanon 1 was gebouwd op een verlengd Strv 103 chassis. Er werden 28 exemplaren gebouwd.

### MV 103C Deminer
De MV 103C Deminer was het resultaat van een ontwikkelproject voor een mijnenruimvoertuig op basis van de Strv 103C. Het project werd in 1997 stopgezet. Er werd alleen een prototype gebouwd.

## Tanks in musea
De volgende musea hebben Strv 103’s tentoongesteld:

### Zweden
- Försvarsmuseum Boden, Boden
- Försvarsfordonsmuseet Arsenalen, Härad

### Duitsland
- Deutsches Panzermuseum Munster

### Verenigd Koninkrijk
- The Tank Museum, Bovington

### Tanks met vergelijkbare rol en tijdperk
- AMX-30
- Chieftain
- Leopard 1
- M60 Patton
- T-62
- T-72
- Type 69/79
- Type 74
- Vijayanta